# جغد جیغ‌کش دارچینی
جغد جیغ‌کش دارچینی (نام علمی: Megascops petersoni) یکی از گونه‌های جغد از تیرهٔ جغدان راستین (Strigidae) است که در آند اکوادور و پرو و احتمالاً کلمبیا یافت می‌شود.
جغد جیغ‌کش دارچینی مانند بسیاری از گونه‌های سردهٔ خود شب‌زیست است. تقریباً هیچ‌چیز دربارهٔ شیوه‌های شکار یا رژیم غذایی آن شناخته شده نیست، اگرچه دومی شامل بندپایان بزرگ و احتمالاً مهره‌داران کوچک است.